# Lunar Flying Vehicle (Bell)
El vehículo volador lunar (Lunar Flying Vehicle) propuesto por la empresa Bell Aircraft Corporation para las misiones lunares del programa Apolo fue un vehículo propulsado por cohetes diseñado para ayudar a los astronautas a explorar la superficie lunar. Habría tenido capacidad para dos astronautas y un alcance de hasta 80 km a partir del módulo lunar. El concepto fue abandonado en favor del rover lunar.